# Résolution 60 du Conseil de sécurité des Nations unies
Membres permanents
- Chine
- États-Unis
- France
- Royaume-Uni
- URSS

Membres non permanents
- Argentine
- Belgique
- Canada
- Colombie
- Syrie
- RSS d'Ukraine

Résolution no 59 Résolution no 61
La résolution 60 du Conseil de sécurité des Nations unies  est une résolution du Conseil de sécurité des Nations unies adoptée le 29 octobre 1948.
Cette résolution relative à la question de la Palestine, décide de la création d'un sous-comité composé du Royaume-Uni, de la Chine, de la France, de la Belgique et de la république socialiste soviétique d'Ukraine chargé d'étudier des amendements et de proposer un texte de résolution. 
La résolution a été adoptée.

## Texte
- Résolution 60 sur fr.wikisource.org
- Résolution 60 sur en.wikisource.org